# Kazimierz Morawski (ekonomista)

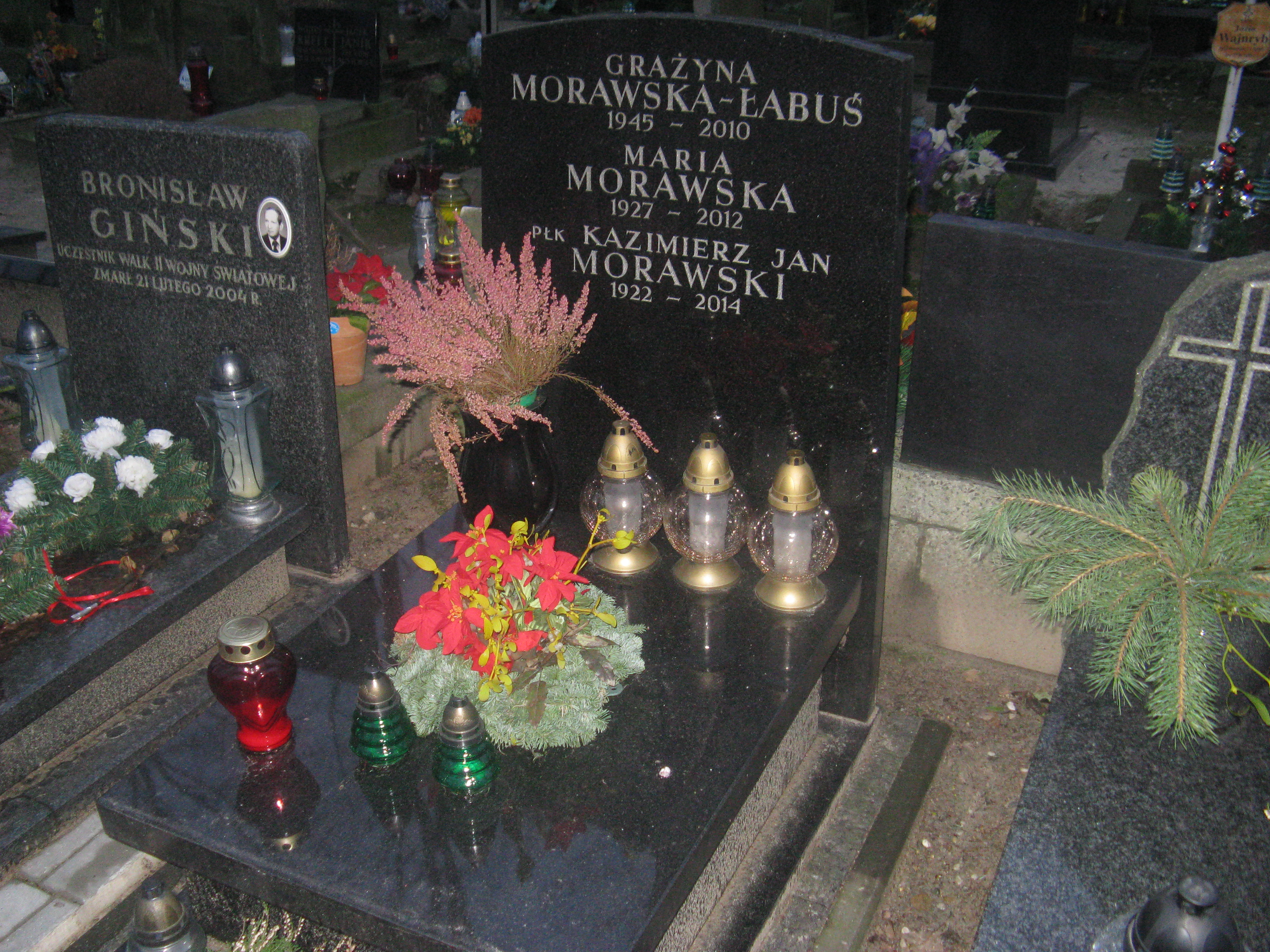
Grób Kaizmierza Morawskiego na Cmentarzu Wojskowym na Powązkach

Kazimierz Jan Morawski (ur. 17 czerwca 1922 w Jakubowicach koło Lublina, zm. 6 marca 2014) – polski ekonomista, działacz PZPR.

## Życiorys
Pochodził z rodziny robotniczej, ukończył studia w Wyższej Szkole Ekonomicznej w Krakowie (1971). Był członkiem PPR od 1946, a następnie PZPR. Uczestnik antynazistowskiego ruchu oporu (w szeregach Armii Ludowej i Gwardii Ludowej), w latach 1945–1950 służył w Wojsku Polskim. Był pułkownikiem w stanie spoczynku.
Od 1950 pracował przy budowie Nowej Huty (kombinatu i miasta) i do 1970 był dyrektorem tutejszych przedsiębiorstw budowlanych. W 1975 został głównym specjalistą w Zjednoczeniu Budownictwa Przemysłowego „Budostal” w Nowej Hucie.
W latach 1981–1986 był przewodniczącym Centralnej Komisji Rewizyjnej PZPR. W grudniu 1985 został członkiem Zespołu do przygotowania "Sprawozdania z działalności Komitetu Centralnego i z realizacji uchwał IX Nadzwyczajnego Zjadzu PZPR" przed X Zjazdem PZPR, który odbył się w lipcu 1986. W maju 1985 został wybrany na wiceprezesa Zarządu Głównego ZBoWiD.
W tym samym okresie we władzach państwowych PRL działał inny Kazimierz Morawski, lider Chrześcijańskiego Stowarzyszenia Społecznego.
Zmarł 6 marca 2014 i 8 dni później został pochowany na Cmentarzu Wojskowym na Powązkach (kwatera E, rząd 6, grób 14).

## Odznaczenia
- Krzyż Kawalerski Orderu Odrodzenia Polski
- Krzyż Srebrny Orderu Virtuti Militari[1]
- Medal im. Ludwika Waryńskiego (1988)[6]
- Order Sztandaru Pracy I klasy (Niemcy Wschodnie, 1986)[7]